# Cerro Jinchupalla
Cerro Jinchupalla är en kulle i Bolivia.   Den ligger i departementet Oruro, i den västra delen av landet, 400 km väster om huvudstaden Sucre. Toppen på Cerro Jinchupalla är 4 155 meter över havet. Cerro Jinchupalla ingår i Umankkollu Lomas.
Terrängen runt Cerro Jinchupalla är platt norrut, men söderut är den kuperad. Trakten runt Cerro Jinchupalla är nära nog obefolkad, med mindre än två invånare per kvadratkilometer.. 
Trakten runt Cerro Jinchupalla är ofruktbar med lite eller ingen växtlighet.